# Hermann Achmüller
Hermann Achmüller, né le 17 février 1971 à Brunico, est un coureur de fond et d'ultrafond italien. Il a remporté la médaille d'argent au Challenge mondial de course en montagne longue distance 2007 et a remporté le marathon de la Jungfrau en 2008.

## Biographie
Pratiquant le football durant sa jeunesse, Hermann n'a pas la discipline suffisante pour suivre un entraînement régulier durant son adolescence et abandonne petit à petit le sport. Pesant 90 kg à 26 ans, Hermann se décide alors à pratiquer à nouveau un sport et au début de l'année 1997, songe à prendre le départ d'un marathon. Quelques mois seulement après, il prend le départ du marathon de Vienne qu'il termine difficilement en 2 h 56 min 1 s. Il suit alors un programme d'entraînement intensif, courant entre 200 et 240 km par semaine. L'année suivante, il abaisse son record personnel à 2 h 29 min 41 s lors du Südtirol Marathon,.
Hermann se fait connaître du grand public en 2001, lorsqu'il officie comme lièvre pour aider Naoko Takahashi à battre le record du monde durant le marathon de Berlin.
Il connaît une bonne saison 2005. Lors du marathon de Londres, il établit son record personnel en 2 h 18 min 56 s, se classant 24e. En octobre, il s'élance comme favori au marathon de Munich. Effectuant le début de course aux côtés d'Andreas Sterzinger, il accélère à mi-parcours pour s'établir en tête et aller chercher la victoire.
Le 8 septembre 2007, il prend pour la première fois le départ d'un marathon de montagne, celui de la Jungfrau. Tandis que le grand favori Jonathan Wyatt domine la course pour remporter la victoire, Hermann effectue une excellente course et termine deuxième à trois minutes du Néo-Zélandais. L'épreuve comptant comme Challenge mondial de course en montagne longue distance, Hermann se pare d'argent.
Le 6 septembre 2008, il s'élance à nouveau sur le marathon de la Jungfrau. Prenant un départ prudent, il laisse le Kényan Boniface Usisivu filer seul en tête en première partie de course. Pas habitué à ce genre d'épreuve, le Kényan ralentit en fin de course, permettant à Hermann de reprendre la tête au trentième kilomètre et de décrocher la victoire.
Le 19 avril 2009, il accompagne l'Autrichienne Andrea Mayr comme lièvre sur son premier marathon à Vienne. Avec Thomas Bosnjak, il lui impose un rythme élevé qui lui permet de remporter la victoire en 2 h 30 min 43 s, établissant un nouveau record national.
En 2010, il remporte l'édition inaugurale du Brixen Dolomiten Marathon, qu'il gagne à deux autres reprises successives en 2011 et 2012.
Hermann fait ses débuts en ultrafond en 2013 en prenant part aux 100 km del Passatore. Dans une course dominée par le grand favori Giorgio Calcaterra, Hermann réalise une bonne performance et se classe troisième derrière l'Ukrainien Evgenii Glyva. L'épreuve comptant comme championnats d'Italie de la distance, Hermann décroche la médaille d'argent. Le 10 août, il prend part au semi-marathon des Jeux mondiaux des maîtres à Turin et décroche la médaille de bronze en 1 h 12 min 32 s.
Il est sélectionné dans l'équipe nationale pour prendre part aux championnats du monde du 100 kilomètres à Winschoten. Effectuant une solide course, il termine quatorzième et remporte la médaille d'argent au classement par équipes.
En 2017, il réalise le défi de courir les six World Marathon Majors durant la même année avec sa compagne Tiziana Pignatelli.
Le 8 juin 2018, il prend le départ de la soixantième édition des 100 km de Bienne. Annoncé comme favori, il s'impose malgré une légère défaillance à mi-course.

## Palmarès

### Route
| Année | Compétition                             | Lieu              | Place | Épreuve        | Temps           |
| ----- | --------------------------------------- | ----------------- | ----- | -------------- | --------------- |
| 1998  | Kärnten Läuft                           | Klagenfurt        | 3e    | Semi-marathon  | 1 h 10 min 39 s |
| 2003  | Marathon de Munich                      | Munich            | 2e    | Marathon       | 2 h 22 min 39 s |
| 2005  | Semi-marathon de Vienne                 | Vienne            | 3e    | Semi-marathon  | 1 h 12 min 28 s |
| 2005  | Marathon de Munich                      | Munich            | 1er   | Marathon       | 2 h 24 min 28 s |
| 2006  | Semi-marathon de Vienne                 | Vienne            | 1er   | Semi-marathon  | 1 h 7 min 57 s  |
| 2006  | Cortina-Dobbiaco Run                    | Dobbiaco          | 2e    | 30 kilomètres  | 1 h 46 min 6 s  |
| 2006  | Maratonina dei Tre Comuni               | Bronzolo          | 2e    | Semi-marathon  | 1 h 8 min 47 s  |
| 2008  | Marathon de Berlin                      | Berlin            | 17e   | Marathon       | 2 h 19 min 45 s |
| 2009  | Marathon de Trévise                     | Trévise           | 4e    | Marathon       | 2 h 21 min 24 s |
| 2009  | Cortina-Dobbiaco Run                    | Dobbiaco          | 3e    | 30 kilomètres  | 1 h 43 min 36 s |
| 2010  | Marathon de Trévise                     | Trévise           | 5e    | Marathon       | 2 h 18 min 59 s |
| 2010  | Cortina-Dobbiaco Run                    | Dobbiaco          | 3e    | 30 kilomètres  | 1 h 41 min 48 s |
| 2010  | Marathon de Munich                      | Munich            | 2e    | Marathon       | 2 h 23 min 46 s |
| 2011  | Big Sur Marathon                        | Carmel-by-the-Sea | 2e    | Marathon       | 2 h 34 min 17 s |
| 2013  | Marathon de Trévise                     | Trévise           | 5e    | Marathon       | 2 h 27 min 38 s |
| 2013  | Big Sur Marathon                        | Carmel-by-the-Sea | 6e    | Marathon       | 2 h 34 min 52 s |
| 2013  | 100 km del Passatore                    | Faenza            | 3e    | 100 kilomètres | 6 h 58 min 1 s  |
| 2013  | Jeux mondiaux des maîtres               | Turin             | 3e    | Semi-marathon  | 1 h 12 min 32 s |
| 2014  | 100 km del Passatore                    | Faenza            | 2e    | 100 kilomètres | 7 h 8 min 40 s  |
| 2014  | Championnats du monde du 100 kilomètres | Doha              | 23e   | 100 kilomètres | 7 h 15 min 0 s  |
| 2015  | Championnats du monde du 100 kilomètres | Winschoten        | 14e   | 100 kilomètres | 6 h 54 min 50 s |
| 2016  | Marathon de Munich                      | Munich            | 4e    | Marathon       | 2 h 32 min 46 s |
| 2018  | 100 km de Bienne                        | Bienne            | 1er   | 100 kilomètres | 7 h 29 min 30 s |

### Marathon de montagne
| no  | masculin          | Course                                                  | Longueur | Départ            | Temps           |
| --- | ----------------- | ------------------------------------------------------- | -------- | ----------------- | --------------- |
| 2e  | Médaille d'argent | Challenge mondial de course en montagne longue distance | 42,2 km  | 8 septembre 2007  | 2 h 58 min 35 s |
| 1re | Médaille d'or     | Marathon de la Jungfrau                                 | 42,2 km  | 6 septembre 2008  | 3 h 3 min 18 s  |
| 4e  | 4e                | Marathon de la Jungfrau                                 | 42,2 km  | 5 septembre 2009  | 3 h 2 min 26 s  |
| 1re | Médaille d'or     | Brixen Dolomiten Marathon                               | 42,2 km  | 3 juillet 2010    | 3 h 37 min 4 s  |
| 5e  | 5e                | Marathon de la Jungfrau                                 | 42,2 km  | 11 septembre 2010 | 3 h 5 min 40 s  |
| 1re | Médaille d'or     | Brixen Dolomiten Marathon                               | 42,2 km  | 2 juillet 2011    | 3 h 35 min 40 s |
| 1re | Médaille d'or     | Brixen Dolomiten Marathon                               | 42,2 km  | 30 juin 2012      | 3 h 41 min 13 s |

## Records
| Épreuve        | Performance     | Date              | Lieu           |
| -------------- | --------------- | ----------------- | -------------- |
| 3 000 mètres   | 8 min 46 s 8    | 30 juillet 2002   | Trente         |
| 5 000 mètres   | 16 min 3 s 51   | 9 juillet 2011    | Caldaro        |
| 10 000 mètres  | 32 min 36 s 40  | 10 juillet 2010   | Caldaro        |
| 5 kilomètres   | 14 min 56 s     | 5 août 2000       | Vipiteno       |
| 10 kilomètres  | 33 min 36 s     | 6 octobre 2007    | Trente         |
| 15 kilomètres  | 52 min 39 s     | 28 juin 2009      | Porto          |
| Semi-marathon  | 1 h 5 min 39 s  | 14 mars 2004      | Pieve di Cento |
| 30 kilomètres  | 1 h 43 min 22 s | 5 juin 2011       | Dobbiaco       |
| Marathon       | 2 h 18 min 56 s | 17 avril 2005     | Londres        |
| 50 kilomètres  | 3 h 25 min 1 s  | 12 septembre 2015 | Winschoten     |
| 100 kilomètres | 6 h 54 min 50 s | 12 septembre 2015 | Winschoten     |
| 6 heures       | 67,353 km       | 23 mars 2014      | Levico         |